# Obstgarten (Brettspiel)
Obstgarten ist ein kooperatives Brettspiel für Kinder von der Autorin Anneliese Farkaschovsky. Das Spiel für einen bis acht Spieler ab drei Jahren dauert etwa 10–15 Minuten und ist erstmals im Jahr 1986 bei HABA erschienen.

## Spielverlauf
Zum Aufbau des Spielfeldes wird das Obst auf die entsprechend abgebildeten Bäume verteilt und jedes Kind erhält einen leeren Obstkorb. Die Kinder sind abwechselnd an der Reihe und versuchen durch Würfeln, das Obst von den Bäumen zu pflücken, bevor der Rabe es stibitzen kann.

### Zubehör
Neben der Spielanleitung sind vorhanden:
- 10 Äpfel
- 10 Birnen
- 10 Kirschenpaare
- 10 Pflaumen
- 4 Obstkörbe
- 1 Rabenpuzzle (9 Teile)
- 1 Farb-Symbolwürfel
- 1 Spielplan

### Ablauf
Das jüngste Kind beginnt mit dem Würfeln. Wird die Farbe Rot, Gelb, Grün oder Blau gewürfelt, darf das Kind eine Frucht der entsprechenden Farbe pflücken und in den eigenen Obstkorb ablegen. Ist keine passende Frucht mehr auf dem Baum vorhanden, so darf keine Frucht genommen werden und der Würfel wird an das nächste Kind weitergegeben. Wird der Obstkorb gewürfelt, so dürfen zwei beliebige Früchte gepflückt und in den Obstkorb gelegt werden. Wird der Rabe gewürfelt, so wird ein Puzzleteil in die Mitte des Spielfeldes auf die dafür vorgesehene Fläche gelegt. Gelingt es den Kindern, alle Früchte zu pflücken, bevor das Rabenpuzzle vollständig in der Mitte gelegt ist, so gewinnen sie gemeinsam gegen den Raben. Wird das Rabenpuzzle jedoch vollständig in der Mitte gelegt, bevor alle Früchte geerntet sind, so gewinnt der Rabe.